# Diego Maradona
Diego Armando Maradona (født 30. oktober 1960, død 25. november 2020 i Tigre) var en argentinsk fodboldspiller og fodboldtræner. Maradona anses som en af de bedste fodboldspillere nogensinde.
Han spillede for den argentinske storklub Boca Juniors inden han blev hentet til Europa, hvor han spillede for FC Barcelona og Napoli. Efter syv år i Napoli skiftede han til Sevilla. Med det argentinske landshold var han med til at vinde VM i 1986 samt vinde sølv ved VM i 1990

## Opvækst
Diego Maradona blev født den 30. oktober 1960 på en fødeklinik i Lanús i Buenos Aires-provinsen, men voksede op i Villa Fiorito, et slumkvarter uden for Buenos Aires i Argentina, Han var familiens femte barn og den ældste dreng. Han havde to yngre brødre, Hugo og Raúl, der også blev professionelle fodboldspillere. 

## Karriere

### Spillerkarriere
Han debuterede som 15-årig for Argentinos Juniors' førstehold og blev publikumsfavorit. 
I 1981 skiftede han til Primera Divisíon de Argentina-klubben Boca Juniors, hvor han spillede et år og scorede 28 mål i 40 kampe.
Han startede sin 11 år lange europæiske karriere i Barcelona (1982-1984).
I 1984 kom han til Napoli (1984-1991), hvor han vandt to italienske mesterskaber i 1987 og 1990, en Coppa Italia (1987), en Supercoppa (1990) og en UEFA Cup (1989). Han spillede 259 kampe for Napoli og scorede 115 mål. I mellemtiden vandt han VM med Argentina i 1986 og en andenplads i 1990.
I VM 1986 i Mexico blev Maradona manden, som var med til at gøre argentinerne til verdensmestre for 2. gang. Han var mesterskabernes mest dominerende spiller, leverede 5 målgivende afleveringer og scorede selv 5 mål, hvoraf de to måske mest spektakulære blev scoret i kvartfinalen mod England. Det første scorede han "...med hjælp fra Guds hånd" da han – uset af dommeren – anvendte sin hånd til at løfte bolden over den engelske målmand Peter Shilton. Det andet mål var til gengæld mesterskabernes perle, hvor Maradona løb med bolden over en halv banelængde og undervejs afdriblede hele fem engelske spillere inden hans skud passerede den engelske målmand.
Året 1986 var Diego Maradonas helt store år, hvor han blev tildelt den ene hædersbevisning efter den anden, fuldendt med kåringen som verdens bedste fodboldspiller 1986.
Under VM 1990 i Italien, hvor Argentina vandt sølv efter finalenederlag til Vesttyskland, var Maradona stærkt hæmmet af en ankelskade og kom aldrig til at spille nogen dominerende rolle, skønt han indimellem leverede eksempler på sin sublime teknik.
I 1991 blev han testet positiv for doping og fik et års karantæne.
I 1992 tog han til Spanien og spillede for Sevilla (1992-1993). Derefter tog han tilbage til Argentina og spillede for Primera Divisíon de Argentina-klubben Newell's Old Boys. Efter et par trænerjob i den argentinske liga sluttede han sin karriere i Boca Juniors.
Diego Maradona gjorde et bemærkelsesværdigt comeback ved VM i 1994 i USA, hvor han blandt andet scorede et fremragende mål mod Grækenland. Men opturen var kort: Maradona nåede blot to kampe før han faldt for dopingkontrollen – hvorefter hans aktive karriere stort set var slut.
Diego Maradona har efter sin karrieres afslutning kæmpet mod overvægtsproblemer, ligesom han også i perioder har haft problemer med misbrug af kokain. På trods heraf glemmer hans fans ham ikke, og Maradona har modtaget flere hædersbevisninger og ærestitler efter sin karrieres afslutning, deriblandt en kåring af et af hans mål i 1986 som VM-historiens bedste mål under en slutrunde (det andet mål mod England, hvor han afdriblede fem mand inden han scorede).
I 1993 blev Diego Maradona udlånt til galatasaray kampen mod Sevilla

### Trænerkarriere
Han blev i 2008 udnævnt til landstræner for det argentinske fodboldlandshold. Hans debutkamp som ny landstræner for Argentina kom mod Skotland i en venskabskamp, kampen resulterede i en 1-0 sejr til Argentina. Han kvalificerede desuden holdet til VM i 2010, men en måned efter Argentinas 4-0 nederlag til Tyskland i kvartfinalen, valgte det argentinske fodboldforbund at afslutte samarbejdet med Maradona.